# Steinagger
Die Steinagger ist ein rund elf Kilometer langer, orografisch linker Nebenfluss der Agger in Nordrhein-Westfalen, Deutschland. Sie durchfließt den Oberbergischen Kreis.

## Geographie
Die Steinagger entspringt in Tillkausen, einem Ortsteil von Reichshof auf 426 m ü. NN. Von hier fließt sie zunächst in überwiegend westlicher Richtung, passiert Eckenhagen im Süden und durchfließt Oberagger und Mittelagger. Hier wendet sie ihren Lauf nach Norden um nach dem Durchfließen von Allenbach bei Derschlag in die Agger zu münden. Hier beträgt die Höhenlage noch 198 m ü. NN. Auf ihrem Weg von der Quelle zur Mündung überwindet die Steinagger einen Höhenunterschied von 228 Meter, was einem mittleren Sohlgefälle von 20,7 ‰ entspricht.

## Nebenflüsse
Im Folgenden werden die Nebenflüsse der Steinagger genannt. Angegeben wird die orografische Lage, der Ort der Mündung und die Mündungshöhe. 
- Hahnbucher Bach (rechts) vor Oberagger auf 240 m ü. NN
- Breidenbach (links) bei Oberagger auf 234 m ü. NN
- Schurbach (links) bei Allenbach auf 228 m ü. NN